# 沙河口区
沙河口区是位于中华人民共和国辽宁省大连市西部的一个市辖区，是大连市面积最大、人口最多的中心城区，亦被定位为大连的“文化老城”。
区内有大连机车厂、星海广场、星海公园、中山公园和星海湾、西安路两个省级现代服务业集聚区与大连商品交易所。區人民政府駐星海灣街道。

## 历史
沙河口之名始于近代，明代时这里为沙河之河口，故而得名。
1899年俄羅斯帝國在青泥洼建市，时称达里尼市（俄语：Дальний，意为远方），设立市街、老虎滩、沙河口3个区；1905年9月，日本获得俄羅斯对旅顺口、大连湾及其附近领土、领海之租借权，其后沙河口管辖几经调整；1946年2月3日，沙河口区政府在大正国民学校讲堂（现大连市第四十八中学礼堂）召开沙河口区成立典礼，宣告建制成立。

## 地理
沙河口区占地48.32平方公里，东以不老街为界与西岗区接壤，北至南松路与甘井子区毗邻，西至由家村铁路线与高新技术园区相望，南临黄海，境内地势西高东低，马栏河流经西部，全长15公里，向南于星海湾注入黄海。

## 政治

### 行政区划
截止2021年，沙河口区下辖7个街道办事处：
春柳街道、马栏街道、南沙河口街道、黑石礁街道、李家街道、星海湾街道和西安路街道。

## 人口
沙河口区现有户籍人口59万人、常住人口67万人。
根據第七次人口普查數據，截至2020年11月1日零時，沙河口區常住人口670310人。

## 文化
沙河口区内有中华工学会旧址、圣德太子纪念堂旧址、沙河口净水厂旧址、金碧东公馆旧址、沙河口火车站等文物单位,还有大批老旧工业厂房、仓储用房及相关工业设施，目前已经打造了冰山慧谷、赛丰新材料产业园、和舍艺术工厂等一批科技孵化、文化创意产业园区。

## 教育
沙河口区科教资源丰富。辖区内有中科院大连化学物理所、东北财经大学、辽宁师范大学、大连海洋大学、大连交通大学等多所高等院校和科研院所。
共有中小学52所，其中初中16所，小学30所，九年一贯制学校4所，特殊教育学校1所，高中1所。辖区内的市管基础教育机构有示范性高中4所与普通高中1所。
沙河口区内的中学包括：
- 大连市第三中学
- 大连市第四中学
- 大连市第八中学
- 辽宁师范大学附属中学
- 大连市第十三中学
- 大连市第四十七中学
- 大连市第四十八中学
- 大连市第八十三中学
- 大连格致中学
- 大连市第七十九中学
- 大连市世纪中学
- 大连市知行中学